# Marija Vasil'evna Vasil'čikova
Marija Vasil'evna Vasil'čikova, (in russo: Мария Васильевна Кочубей) (Mosca, 10 settembre 1779 – Parigi, 12 gennaio 1844), è stata una nobildonna russa.

## Biografia
Era la figlia del ciambellano Vasilij Vasil'čikov (1743-1808), fratello del favorito di Caterina, e della contessa Anna Kirillovna Razumovskaja (1754-1826).
Subito dopo la sua nascita, venne dichiarata erede di sua zia, Natal'ja Kirillovna Razumovskaja, che non aveva figli.

## Matrimonio
Nel mese di settembre 1799, Maria conobbe il conte Viktor Pavlovič Kočubej, uno dei preferiti di Paolo I. Il matrimonio venne celebrato il 15 ottobre dello stesso anno. Ebbero tredici figli:
- Natal'ja Viktorovna (1800-1855), sposò il conte Aleksandr Grigor'evič Stroganov, ebbero quattro figli;
- Aleksandr Viktorovič (1803-1808);
- Pavel Viktorovič (1804-1807);
- Nikolaj Viktorovič (1805-1811);
- Andrej Viktorovič (1807-1816);
- Ekaterina Viktorovna (1808-1809);
- Elizaveta Viktorovna (1809-1809);
- Lev Viktorovič (1810-1890), sposò Elizaveta Vasil'evna Kočubeja;
- Elena Viktorovna (1811-1811);
- Vasilij Viktorovič (1812-1850), sposò la duchessa Elena Pavlovna Bibikova;
- Anna Viktorovna (1813-1827);
- Michail Viktorovič (1816-1874), sposò la principessa Marija Ivanovna Bariatinskaja;
- Sergej Viktorovič (1820-1880), sposò la contessa Sof'ja Aleksandrovna Benckendorva.

Dopo le nozze, la coppia andò a vivere a Dresda. All'ascesa al regno di Alessandro I, ritornarono a San Pietroburgo.
Nel 1817 andarono a vivere a Parigi. Ritornati in Russia, si stabilirono in un cottage a Tsarskoye Selo, dove visitavano regolarmente l'imperatore Alessandro.

## Morte
Rimasta vedova nel 1834, Marija fu costretta a vendere la casa a Carskoe Selo, per pagare i debiti. Visse a San Pietroburgo in inverno, e le estati a Dikanka. Durante uno di questi viaggi morì. Il corpo venne trasportato a San Pietroburgo, dove fu sepolto nella chiesa di Santo Spirito, nel Monastero di Alexander Nevskij.